# Balg (Einheit)
Der Balg, auch die Balge oder Balgen, war ein im Fürstentum Schaumburg-Lippe und im Harzer Bergbau benutztes Volumenmaß für Kalkstein und Kohle (Stein- und Braunkohlen, seltener Holzkohle).
Der alte Name Balgen stand für das Gemäß, welches für Kohle allgemein galt. In Kohlengruben von Osnabrück wurde dafür die Bezeichnung Riegel verwendet. Der Inhalt war anfänglich 1 Kubikfuß. Später war gesetzlich 2 ½ Kubikfuß vorgeschrieben und das Gemäß nannte man das Zweihimtengemäß. Ein Balgen Steinkohle hatte durchschnittlich 1 Zentner.
- 1 Balgen (Hannover) = 0,0623 Kubikmeter

In Schaumburg-Lippe waren
- 1 Balg = 2 Kubikfuß (schaumburg.) = 2461,553 Pariser Kubikzoll = 0,048828 Kubikmeter[3] = 48,828 Liter[4]
- Koks 36 Balgen = 1 Fuder
- Kohlen 26 Balgen = 1 Bergfuder = 12,688 Hektoliter[5]

- 1 Balg = etwa 82 bis 84 Pfund[6]

Das Maß fand auch bei Koks in Harzer Bergwerken Anwendung, unterschied sich aber in der Größe im Oberharz zum Unterharz.
- Oberharz 1 Balg = 2 Kubikfuß
- Unterharz 1 Balg = 3 Kubikfuß

Der Begriff bedeutet  im niedersächsischen Sprachraum auch Kufe, Waschfass, Zuber und die Hälfte einer durchgesägten Tonne.